# U 843
U 843 war ein U-Boot der ehemaligen deutschen Kriegsmarine vom Typ U-Boot-Klasse IX, das im Zweiten Weltkrieg eingesetzt wurde. Es wurde auf seiner Rückreise von Singapur mit kriegswichtiger Ladung am 9. April 1945 im Kattegat, westlich von Göteborg (bei 57° 33′ N, 11° 24′ O) durch Raketen eines britischen Flugzeugs vom Typ De Havilland DH.98 Mosquito (Staffel 235) versenkt. Es gab 45 Tote und 13 Überlebende, die nach Kiel gebracht wurden, unter diesen der Kommandant Kapitänleutnant Oskar Herwartz.

## Einsätze
Vom 24. März 1943 bis zum 31. Oktober 1943 wurde U 843 unter dem Kommando von Oskar Herwartz erprobt und diente als Ausbildungsboot.
Am 7. Oktober 1943 lief U 843 aus Kiel zu seiner ersten Feindfahrt aus, die es nach kurzem Auftanken in Kristiansand sowie weiteren Aufenthalten in Haugesund, Bergen (Norwegen), Ålesund und Reparatur in Trondheim in den Nordatlantik zur Operation in Gewässern östlich von Neufundland führte. Hier gehörte es zu den U-Boot-Gruppen „Körner“, „Tirpitz 1“, „Eisenhart 2“, „Schill 3“ und „Weddigen“, konnte aber keine Schiffe versenken. Am 15. Dezember 1943 lief es in Lorient ein.
U 843 wurde in Lorient mit verschiedenen Gütern für den asiatischen Kriegsschauplatz beladen, unter anderem mit 110 t Blei und einer Schiffsschraube. Mit dieser Fracht verließ es am 19. Februar 1944 den Hafen von Lorient und operierte als Teil der U-Boot-Gruppe „Monsun“ im Indischen Ozean. Auf dieser Fahrt versenkte es am 8. April 1944 südwestlich von Ascension Island das britische Handelsschiff SS Nebraska mit 8261 BRT, von deren Besatzung zwei Mitglieder starben, während 66 Mann gerettet wurden. Oskar Herwarts ließ U 843 auftauchen und half den Schiffbrüchigen in ihren drei Rettungsbooten, Kurs in Richtung brasilianische Küste einzuschlagen. Am 10. April 1944 wurde das U-Boot von einem US-amerikanischen Bomber Consolidated B-24 der US Navy Squadron VB-107 angegriffen und an den Heck-Torpedorohren beschädigt. Anstatt vor Kapstadt zu operieren, fuhr das Boot nun direkt in Richtung Java. Am 11. Juni 1944 erreichte es den von den Japanern besetzten Hafen von Batavia im vormaligen Niederländisch-Indien, das heutige Jakarta. Am 13. Juni setzte es seine Fahrt fort und lief am 15. Juni in Singapur ein, das zu dieser Zeit den japanischen Namen Shonanto trug. Hier blieb es bis zum 30. November 1944 und kehrte am 2. Dezember 1944 nach Batavia zurück.
In Batavia wurde U 843 mit 1,3 t Opium, 157,2 t Zinn, 4,5 t Molybdän, 30,8 t Kautschuk, 0,3 t Chinin und 49,47 t Wolfram beladen. Außerdem wurde die Urne des in Singapur gestorbenen Korvettenkapitäns Heinrich Schäfer (1907–1944) an Bord gebracht. Am 10. Dezember 1944 begann U 843 seine lange Rückreise von Batavia in den Atlantik, die es zunächst durch den Indischen Ozean, dann durch den Südatlantik und schließlich den Nordatlantik führte. Diesmal gelangen keine Versenkungen oder Beschädigungen feindlicher Schiffe. Am 20. Dezember 1944 wurde U 843 von U 181 mit Treibstoff versorgt.

## Versenkung
Am 9. April 1945 wurde U 843 im Kattegat nahe bei Göteborg von einer britischen De Havilland DH.98 Mosquito (Pilot: A. J. Randall) der RAF Squadron 235 durch acht Treffer mit Raketen und Beschuss mit Maschinenkanonen schwer getroffen. Kurz darauf gab es im U-Boot eine Explosion, die durch eine nach dem Einbruch von Meerwasser explodierende Batterie oder eine Seemine verursacht worden sein konnte. Das Boot sank rasch und insgesamt 44 U-Boot-Fahrer fanden den Tod. 13 Männern – unter ihnen Kommandant Oskar Herwartz – gelang es, rechtzeitig ins Wasser zu springen, wo sie kurz darauf von einem deutschen Kriegsschiff gerettet und nach Kiel gebracht wurden. Vergeblich versuchte das Schiff noch durch Schallsignale Kontakt mit dem etwa 40 m tief auf Grund liegenden U-Boot Kontakt aufzunehmen, doch offensichtlich war die Besatzung tot. Innerhalb eines Tages waren drei deutsche U-Boote – U 804, U 843 und U 1065 – im nördlichen Kattegat vernichtet worden, wobei insgesamt 144 U-Boot-Fahrer starben, und zwar in zwei U-Booten die gesamte Besatzung ohne Überlebende, während von den alliierten Flugzeugen nur eine Mosquito verloren ging.
Das U-Boot wurde wegen seiner kostbaren Ladung am 22. August 1958 von einem norwegischen Bergungsunternehmen unter Zuhilfenahme eines deutschen Bergungsunternehmens und des ehemaligen Kommandanten gehoben. Die im Boot gefundenen Leichen der Seeleute wurden auf einem Friedhof in Göteborg beigesetzt. Die Verschrottung des Wracks erfolgte 1958/1959.

## Kommandant Herwartz
Oskar Herwartz (1915–2002) trat 1935 als Offiziersanwärter in die Reichsmarine ein und gehörte somit zur Crew 35. Nach dem Absolvieren der Grund- und Bordausbildung sowie der Fähnrichslehrgänge legte er die Offiziershauptprüfung ab. Anschließend wurde er zur Luftwaffe kommandiert – Seeaufklärergruppe.
1942 wechselte er zur U-Bootwaffe, absolvierte die Baubelehrung für U 843 und wurde Kommandant dieses Bootes. Nach der Versenkung wurde Herwartz zusammen mit der Turmbesatzung gerettet und nach Kiel gebracht. Er überlebte den Krieg. Sein ältester Sohn war der Jesuitenpater Christian Herwartz.